# Jordan EJ12
Jordan EJ12 je Jordanov dirkalnik Formule 1 za sezono 2002, dirkača pa sta bila Giancarlo Fisichella in Takuma Sato. Po zelo slabem začetku brez uvrstitve med dobitnike točk na prvih petih dirkah je Fisichella dosegel tri zaporedna peta mesta na dirkah za Veliko nagrado Avstrije, Veliko nagrado Monaka in Veliko nagrado Kanade. V drugem delu sezone pa sta dirkača dosegla še vsak po eno uvrstitev v točke, Fisichella s šestim mestom na dirki za Veliko nagrado Madžarske, Sato pa s petim mestom na domači in zadnji dirki sezone za Veliko nagrado Japonske. Skupno je Jordan to prineslo šesto mesto v dirkaškem prvenstvu z devetimi točkami.

## Popolni rezultati Formule 1
(legenda)
| Leto | Moštvo | Motor     | Gume | Dirkača    | 1   | 2   | 3   | 4   | 5   | 6   | 7   | 8   | 9   | 10  | 11  | 12  | 13  | 14  | 15  | 16  | 17  | Toč | Prv |
| ---- | ------ | --------- | ---- | ---------- | --- | --- | --- | --- | --- | --- | --- | --- | --- | --- | --- | --- | --- | --- | --- | --- | --- | --- | --- |
| 2002 | Jordan | Honda V10 | B    |            | AVS | MAL | BRA | SMR | ŠPA | AVT | MON | KAN | EU  | VB  | FRA | NEM | MAD | BEL | ITA | ZDA | JAP | 9   | 6.  |
| 2002 | Jordan | Honda V10 | B    | Fisichella | Ret | 13  | Ret | Ret | Ret | 5   | 5   | 5   | Ret | 7   | Inj | Ret | 6   | Ret | 8   | 7   | Ret | 9   | 6.  |
| 2002 | Jordan | Honda V10 | B    | Sato       | Ret | 9   | 9   | Ret | Ret | Ret | Ret | 10  | 16  | Ret | Ret | 8   | 10  | 11  | 12  | 11  | 5   | 9   | 6.  |